# Alcippe peracensis
Fulveta-montesa ou fulveta-de-malaca (Alcippe peracensis) é uma espécie de ave da família Alcippeidae.
Pode ser encontrada nos seguintes países: Camboja, Laos, Malásia, Tailândia e Vietname.
Os seus habitats naturais são: regiões subtropicais ou tropicais húmidas de alta altitude.